# 釜元豪
釜元 豪（かまもと ごう、1993年9月3日 - ）は、長崎県北高来郡森山町（現：諫早市）出身の元プロ野球選手（外野手）・コーチ。右投左打。

## 経歴

### プロ入り前
諫早市立森山西小学校では2年生から森山西少年SBCでソフトボールを始め、4年生からレギュラーに座った。諫早市立森山中学校に進学し、軟式野球に転向。2年生の時には陸上競技の長崎県大会で短距離の障害種目にも出場した。
長崎日大高校からの誘いがあったが、『文武両道を貫く』と長崎県立西陵高校に進学し、1年夏から3番・中堅手で活躍した。主将となり臨んだ3年時の夏は、長崎県予選2回戦で春の第83回選抜高等学校野球大会に出場した波佐見高校と対戦。後にソフトバンクで同僚となる松田遼馬を打ち崩し、5-1で勝利した。しかし、準決勝で永江恭平擁する海星高校に1-9で敗れた。
2011年10月27日、プロ野球ドラフト会議で福岡ソフトバンクホークスから育成1位指名を受け、入団した。背番号は122。

### ソフトバンク時代

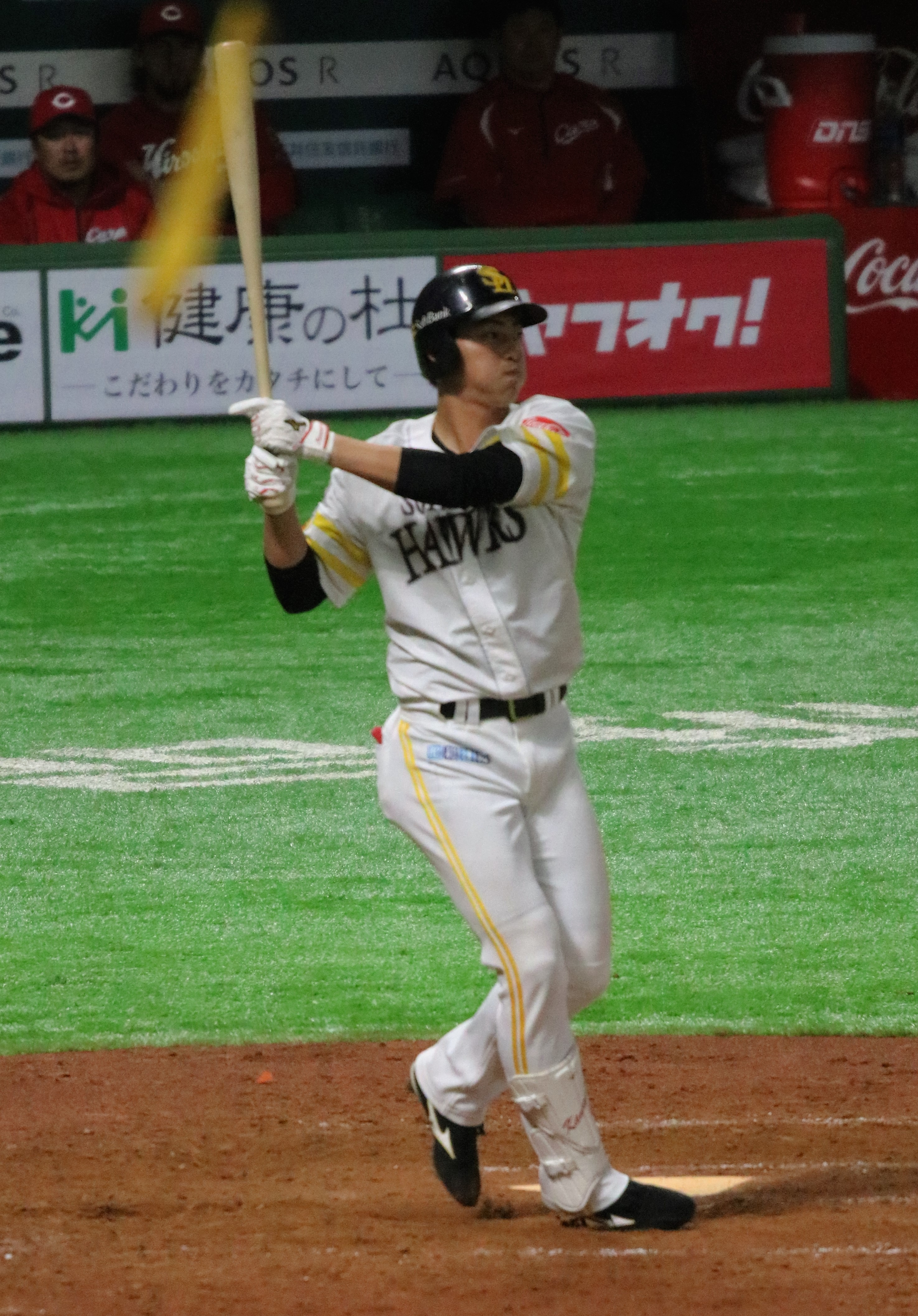
ソフトバンクホークス時代。2018年3月24日 福岡 ヤフオク!ドームにて

2012年は、ウエスタン・リーグには4月27日の対阪神タイガース戦において1番・左翼手として出場したものの、7試合で7打数ノーヒットだったため、三軍暮らしとなった。5月29日の韓国遠征中のSKワイバーンズ二軍との試合で、右翼手での守備機会中に左手首を負傷し、帰国後の6月1日に福岡市内の病院で左手関節の橈骨遠位端骨折の手術を受けた。9月1日の対徳島インディゴソックス戦で9番中堅手として実戦に復帰した。三軍では41試合に出場し、打率.336でシーズンを終えた。
2013年は、二軍公式戦に63試合に出場し、規定未到達ながら打率.306の成績を残した。10月6日のファーム日本選手権に9番中堅手として先発出場した。シーズンオフの11月26日から台湾で開催された2013年アジアウインターベースボールリーグにNPB選抜として派遣され、22試合に出場した。
2014年は、二軍公式戦に57試合に出場し、規定未到達ながら打率.318の成績を残したが、一軍昇格は叶わなかった。7月17日に故郷である長崎ビッグNスタジアムで行われたフレッシュオールスターゲームに9番中堅手として先発出場し、1打席目に浦野博司から反撃となる適時二塁打を打つなど4打席で2安打1四球1打点と地元の声援を力に活躍した。8月12日の二軍三軍紅白戦で帰塁の際に左手中指を骨折し、8月13日に手術した。10月11日みやざきフェニックスリーグの対東北楽天ゴールデンイーグルス戦で代打からセンターの守備につき実戦復帰した。シーズンオフの10月27日からプエルトリコのウィンターリーグのヒガンテス・デ・カロリーナに派遣され、11月20日から12月17日までの7試合に出場した。10月31日、3年間在籍したため育成選手の規約に則り自由契約公示されたが、プエルトリコから帰国後、12月25日に再び育成選手契約を結んだ。
2015年4月28日に、チームから唯一「侍ジャパン大学日本代表 対 NPB選抜」のNPB選抜に選出されたことが発表された。シーズンに入りウエスタン・リーグで7月末までにチーム最多の70試合に出場し、打率.273、1本塁打、10打点、14盗塁で盗塁数はリーグ1位に立ち、7月31日に支配下選手登録された。背番号は60。
2016年9月14日にコボスタ宮城で行われた対楽天戦23回戦において、6回裏から右翼手・中堅手としてプロ5年目で一軍公式戦初出場を果たす。7回表には初打席を迎える。二軍公式戦において114試合に出場し、打率.268、3本塁打、45打点を記録する。23盗塁はウエスタン・リーグトップの成績だった。シーズンオフの11月28日に行われたNPB AWARDS 2016においてウエスタン・リーグの最多盗塁者賞を受賞する。
2017年の宮崎春季キャンプでは、塚田正義や上林誠知、真砂勇介らと共に、A組に抜擢され、激しい外野手のポジション争いを繰り広げるが、開幕一軍は果たせなかった。7月9日に一軍昇格し、同日に行われた対北海道日本ハムファイターズ戦において、7回の守備から同年初出場の機会を得るが、7月16日、一軍出場選手登録を抹消される。シーズン最終戦となる10月8日に一軍再昇格し、同日行われた対楽天戦に出場を果たす。一軍公式戦の出場はその2試合にとどまったが、二軍公式戦において118試合に出場し、打率.257、2本塁打、27打点の成績を残す。26盗塁は2年連続のウエスタン・リーグトップを記録した。シーズンオフの11月20日、NPB AWARDS 2017においてウエスタン・リーグの最多盗塁者賞と優秀選手賞を受賞する。
2018年も外野手の層の厚さに阻まれ、一軍公式戦は僅か6試合の出場にとどまる。二軍公式戦では90試合の出場で打率.281、8本塁打、42打点の成績を残す。
2019年、外野のレギュラーである中村晃の離脱で自身初となる開幕一軍を果たす。4月6日の千葉ロッテマリーンズ戦で9番・左翼手としてプロ初スタメンを果たすと、3回裏に二木康太からプロ初安打を記録。さらに、翌日の同カードでは8回裏に東條大樹からプロ初本塁打を記録。その後も柳田悠岐などの外野手が次々と離脱した影響で一軍に帯同。6月4日の中日戦では、初回に阿知羅拓馬からプロ初の先頭打者本塁打を打つと、5回裏にも阿知羅から本塁打を打ち、自身初の1試合2本塁打を達成。その後は怪我人の復帰や自身の打撃不振などで出場機会が限られ、8月12日に離脱してからは一軍昇格することなくシーズンを終えた。しかしながら、自己最多を大きく更新する86試合の出場を果たし、打率.220、4本塁打、11打点、11盗塁を記録。飛躍の1年となった。
2020年、3月13日に右肩痛を発症し離脱を余儀なくされる。7月7日に一軍昇格し、7月9日に行われた対楽天戦において、スターティングメンバーとして出場し安打を記録する。 9月20日に行われた対楽天戦において、9回一死満塁の場面で適時打を打つ活躍もあったが、32試合の出場で打率.192と前年の成績を下回った。
2021年は一軍初昇格が9月14日まで遅れ、代走や守備固めを中心とした18試合の出場にとどまる。10月24日の対楽天戦25回戦で、2番・中堅手として同年初めてのスタメンに起用されると、岸孝之から3点本塁打を打ち、翌日の対ロッテ戦25回戦では猛打賞を記録し最終盤の2試合で計5安打3打点1本塁打と活躍を見せた。その翌日の10月26日、球団より戦力外通告を受けた。釜元本人は現役続行の意思を示し、12球団合同トライアウトを受ける意向だったが、実際には参加しなかった。

### 楽天時代
2021年12月9日、東北楽天ゴールデンイーグルスに育成選手として入団することが発表された。背番号は122。
2022年は、イースタン・リーグで96試合に出場し、打率.259、1本塁打、26打点の成績で、支配下登録されることはなく、シーズンオフの10月19日、翌2023年の育成再契約を行わないと通告された。

### 現役引退後
2023年1月20日、現役を引退し、古巣・ソフトバンクの野球振興部スタッフに就任する事が発表された。この年は、ホークスジュニアアカデミーのコーチなどを務めた。
2023年12月1日、2024年シーズンの四軍外野守備走塁コーチとして現場に復帰する事が発表された。背番号は015。

## 選手としての特徴
50m走のタイムが6秒0の俊足と遠投100メートルの強肩など、身体能力が高い。俊足を活かした守備で、打球を追う速度が非常に速い。

## 人物
端正な顔立ちで、高校時代は難関国立大を目指すクラスに所属するなど学業の成績も良く広島大学を志望し、小学校教諭になり子供にソフトボールを教えるのが夢だった。

## 詳細情報

### 年度別打撃成績
| 年 度     | 球 団        | 試 合 | 打 席 | 打 数 | 得 点 | 安 打 | 二 塁 打 | 三 塁 打 | 本 塁 打 | 塁 打 | 打 点 | 盗 塁 | 盗 塁 死 | 犠 打 | 犠 飛 | 四 球 | 敬 遠 | 死 球 | 三 振 | 併 殺 打 | 打 率 | 出 塁 率 | 長 打 率 | O P S |
| --------- | ------------ | ----- | ----- | ----- | ----- | ----- | -------- | -------- | -------- | ----- | ----- | ----- | -------- | ----- | ----- | ----- | ----- | ----- | ----- | -------- | ----- | -------- | -------- | ----- |
| 2016      | ソフトバンク | 1     | 1     | 1     | 0     | 0     | 0        | 0        | 0        | 0     | 0     | 0     | 0        | 0     | 0     | 0     | 0     | 0     | 1     | 0        | .000  | .000     | .000     | .000  |
| 2017      | ソフトバンク | 2     | 1     | 1     | 0     | 0     | 0        | 0        | 0        | 0     | 0     | 0     | 0        | 0     | 0     | 0     | 0     | 0     | 1     | 0        | .000  | .000     | .000     | .000  |
| 2018      | ソフトバンク | 6     | 5     | 5     | 0     | 0     | 0        | 0        | 0        | 0     | 0     | 0     | 1        | 0     | 0     | 0     | 0     | 0     | 2     | 0        | .000  | .000     | .000     | .000  |
| 2019      | ソフトバンク | 86    | 189   | 173   | 18    | 38    | 2        | 1        | 4        | 54    | 11    | 11    | 1        | 4     | 0     | 12    | 0     | 0     | 56    | 2        | .220  | .270     | .312     | .582  |
| 2020      | ソフトバンク | 32    | 29    | 26    | 5     | 5     | 0        | 0        | 0        | 5     | 2     | 3     | 0        | 0     | 0     | 3     | 0     | 0     | 10    | 1        | .192  | .276     | .192     | .468  |
| 2021      | ソフトバンク | 18    | 10    | 10    | 6     | 5     | 1        | 0        | 1        | 9     | 3     | 2     | 1        | 0     | 0     | 0     | 0     | 0     | 0     | 0        | .500  | .500     | .900     | 1.400 |
| 通算：6年 | 通算：6年    | 145   | 235   | 216   | 29    | 48    | 3        | 1        | 5        | 68    | 16    | 16    | 3        | 4     | 0     | 15    | 0     | 0     | 70    | 3        | .222  | .273     | .315     | .588  |

### 年度別守備成績
| 年 度 | 球 団        | 外野  | 外野  | 外野  | 外野  | 外野  | 外野     |
| 年 度 | 球 団        | 試 合 | 刺 殺 | 補 殺 | 失 策 | 併 殺 | 守 備 率 |
| ----- | ------------ | ----- | ----- | ----- | ----- | ----- | -------- |
| 2016  | ソフトバンク | 1     | 2     | 0     | 0     | 0     | 1.000    |
| 2017  | ソフトバンク | 2     | 2     | 1     | 0     | 0     | 1.000    |
| 2018  | ソフトバンク | 6     | 8     | 0     | 0     | 0     | 1.000    |
| 2019  | ソフトバンク | 78    | 77    | 2     | 0     | 0     | 1.000    |
| 2020  | ソフトバンク | 28    | 15    | 1     | 1     | 0     | .941     |
| 2021  | ソフトバンク | 14    | 10    | 0     | 0     | 0     | 1.000    |
| 通算  | 通算         | 129   | 114   | 4     | 1     | 0     | .992     |

### 記録
初記録
- 初出場：2016年9月14日、対東北楽天ゴールデンイーグルス23回戦（楽天Koboスタジアム宮城）、6回裏に右翼手として出場
- 初打席：同上、7回表に古川侑利から空振り三振
- 初先発出場：2019年4月6日、対千葉ロッテマリーンズ2回戦（福岡ヤフオク!ドーム）、9番・左翼手で先発出場
- 初安打：同上、3回裏に二木康太から左前安打
- 初本塁打・初打点：2019年4月7日、対千葉ロッテマリーンズ3回戦（福岡ヤフオク!ドーム）、8回裏に東條大樹から右中間越ソロ
- 初盗塁：2019年5月3日、対東北楽天ゴールデンイーグルス6回戦（福岡ヤフオク!ドーム）、3回裏に二盗（投手・釜田佳直、捕手・嶋基宏）

### 背番号
- 122（2012年 - 2015年7月30日、2022年）
- 60（2015年7月31日 - 2021年）
- 015（2024年 - ）

### 登場曲
- 「GO!!!」FLOW（2016年、2019年 - 2022年）
- 「WE LIKE 2 PARTY」BIGBANG（2017年）
- 「ハートブレイカー」G-DRAGON（2018年）
- 「RGTO」AKLO（2019年 - 2022年）
- 「APOLLO STYLE」APOLLO（2019年 - 2022年）

### 代表歴
- 2013年アジアウインターベースボールリーグ：NPB選抜